# Anno: Crea un nuovo mondo
(I primi dialoghi del gioco in MODALITÀ STORIA, pronunciati da Re George)
Anno: Crea un nuovo mondo è un videogioco gestionale per Nintendo DS e Wii.

## Modalità di gioco
Il gioco è concepito per essere giocato da un solo giocatore. È possibile giocare in due, ma il secondo giocatore sarà solo un "aiutante" con funzionalità molto limitate.

### Modalità Storia
La trama di questa modalità, ambientata nel 1404, è incentrata sulle vicende concernenti un Regno fittizio governato dal Re George Riley. Quest'ultimo, consapevole delle difficoltà riscontrate dai propri cittadini a causa della carestia e della siccità, al fine di porre rimedio alla situazione prende l'iniziativa di inviare i due figli, William e Edward, ad esplorare nuovi territori fertili idonei a soddisfare le necessità primarie del popolo. Nonostante il fatto che siano fratelli, i due figli hanno personalità differenti: Edward ritiene fondamentale combattere al fine di ottenere le risorse necessarie, mentre William propone di continuare l'esplorazione avviandosi in Meridione.
Con il consenso del padre, William si dirige verso sud, colonizza alcune isole assieme al fratello e si dirige sempre più a sud, dove entra in contatto con la cultura orientale. Successivamente, inizia ad instaurare rapporti d'amicizia con la popolazione locale, la quale gli insegna nuove tecnologie utili per lo sviluppo del Regno del padre, tra cui la pompa idraulica. Fino a questo momento (4º capitolo, sui 7 in totale), la missione dei fratelli Riley è solo esplorativa e pacifica.
Le cose però cambiano quando il sultano Al-Malik viene rapito, probabilmente dalla cugina Farasha e da un gruppo di corsari comandati da Sabu Ka-Hir. William ed Edward devono perciò allestire un esercito e liberare il sultano, con l'aiuto di sua figlia Nasira. Dopo la sconfitta dei corsari si scopre che il mandante del rapimento non è Farasha ma proprio Edward. A questo punto bisogna combattere contro Edward sulle sue isole, conquistarle e, dopo la sua sconfitta, la modalità si conclude con alcuni dialoghi che mostrano l'arresto di Edward seguito dal matrimonio fra William Riley e la principessa Nasira.

### Modalità Infinita
La modalità si apre con una schermata dove si impostano le varie caratteristiche dell'arcipelago dove si giocherà la partita: la sua grandezza, la grandezza delle isole, la presenza di corsari e di catastrofi (terremoti ed eruzioni vulcaniche), la fertilità delle isole, il numero di mappe da scoprire (sbloccabili con i risultati) e gli avversari (raggruppati secondo uno schema che illustra la loro difficoltà: Nessun avversario, difficoltà basic; Sallah e/o Nasira, difficoltà bassa; Al-Malik e/o Re George, difficoltà media; Edward e/o Farasha, difficoltà alta).
Come nella Modalità Storia, non si può però modificare il protagonista, che sarà sempre e solo William Riley.
In questa modalità non è presente una trama vera e propria, quindi il protagonista non dovrà compiere missioni come nella Modalità Storia, bensì sarà libero di fare ciò che vuole: conquistare le isole avversarie (se presenti nemici), far progredire tutti i propri insediamenti abitativi fino al livello cittadino massimo (Metropoli, v. livelli cittadini), sbloccare tutti i risultati e/o ottenere tutte le tecnologie dell'albero tecnologico.
Essendo questa modalità infinita, chiaramente non finisce mai, a meno che non si venga sconfitti da un altro giocatore o non si abbiano più monete d'oro.

## I personaggi

### I personaggi principali

#### William Riley
Il protagonista del gioco. È d'animo nobile e generoso, e ripudia la guerra e la violenza, cercando di evitarla in tutti i modi. Nella Modalità Storia entrerà in contatto con l'oriente.

#### Edward Riley
Il principale antagonista della Modalità Storia. Fratello di William, vede in ogni problema come unica soluzione la guerra, non sopporta il fratello credendolo il preferito dal padre e considerandolo un debole vigliacco e gareggiando sempre con lui. Ha un carattere prepotente ed eccessivamente ambizioso, al punto di arrivare a rapire il Sultano per ottenere il potere dell'Oriente.

#### Re George Riley
Padre di Edward e William e re del fittizio regno che sta soffrendo la carestia, Re George è un sovrano giusto, fermo nelle sue decisioni ma buono. Nella Modalità Storia, dirigerà i figli nella ricerca di un mondo più fertile. Quando Edward annuncia che si dovrà combattere per liberare il Sultano, mentre William cerca di convincere i due a non usare per forza le armi ma le parole, Re George appoggia Edward dicendo che Farasha, ritenuta responsabile del rapimento del Sultano Al-Malik, non le accetterà mai (poi si scoprirà che il vero colpevole del rapimento è proprio Edward Riley). In questo avvenimento Re George dimostra di saper utilizzare con destrezza sia armi che parole. In ambedue le modalità il Re concederà un prestito tutte le volte che William è in difficoltà economiche, fino ad un certo numero di volte.

#### Cornelius Devemport
Consigliere di William, soffre il mal di mare e crede solo nei soldi, avidamente interessato dalle tasse degli abitanti. Appare sempre assai serio.

#### Evelyn Bellard
Altra consigliere di William, figlia di un famoso esploratore, dice di aver, nonostante la giovane età, navigato per molti mari. Attiva ed energetica, ha un carattere allegro e Lord William la definisce, quando questa gli si presenta per chiedergli di prestare servizio per lui, una "piacevole distrazione".

#### Sallah
Mercante orientale, prima persona che Lord William incontra quando questo ha un contatto con la civiltà orientale.

#### Sultano Al-Malik
Sultano orientale, definito da molti saggio, potente e amabile.

#### Principessa Nasira
Figlia di Al-Malik, bella e simpatica, definita da molti come "più splendente di un diamante". Porta un giglio bianco fra i capelli, regalatogli da Lord William nella Modalità Storia.

#### Farasha
Sorella del Sultano, avida e tremenda, viene in un primo tempo reputata come rapitrice del Sultano nella Modalità Storia (poi si scoprirà che il mandante del rapimento è proprio Edward Riley).

#### Sabu Ka-Hir
Terribile corsaro e sovrano dei mari, Sabu Ka-Hir è spietato, crudele e sanguinario. Le sue navi (appunto riconoscibili dal teschio con le tibie incrociate) sono le uniche a poter affondare navi da esplorazione. Inoltre, nella Modalità Infinita (senza contare Cornelius Devemport ed Evelyn Bellard, assistenti e consiglieri di Lord William) non può stabilirsi su delle isole, mentre ciò avviene (i cosiddetti "covi dei pirati") nella Modalità Storia.

### Gli specialisti
Nel videogame sono presenti dei personaggi che aiutano l'insediamento. Questi personaggi sono gli specialisti, giocatori di posizione neutrale (ma che comunque non possono essere assoldati da nessun giocatore a parte quello reale) che migliorano particolari aspetti dell'isola in cui sono collocati. Nella Modalità Storia, il numero di specialisti presenti nell'arcipelago varia da zero nel primo capitolo a quattro nel sesto. In quella Infinita, invece, il numero è sempre cinque. Se il giocatore perde un'isola dove sono presenti uno o più specialisti, in caso di riconquista dell'isola gli specialisti prima presenti in quell'isola non saranno più presenti né sull'isola né sulle carte navali.
Ecco l'elenco degli specialisti della Modalità Infinita. I dati della tabella valgono solo per questa modalità.
| Specialista           | Compiti                                                                                                | Come assoldarlo                                                                    | Note                                                                                             |
| --------------------- | --- | ---------------------------------------------------------------------------------- | ------------------------------------------------------------------------------------------------ |
| Anam Arel             | Aumenta la fertilità delle isole.                                                                      | Costruire almeno una pompa idraulica                                               | Appare per la prima volta nella Modalità Storia, Capitolo 3.                                     |
| Aziz                  | Aumenta i poteri difensivi di un'isola.                                                                | Costruire almeno due caserme.                                                      | Non presente in Modalità Storia.                                                                 |
| Capitan Richard Bangs | Aumenta la velocità di addestramento truppe e ne riduce i costi.                                       | Avere un bilancio positivo di almeno 500 monete d'oro.                             | Appare per la prima volta nella Modalità Storia, Capitolo 5.                                     |
| Dottor Wittemberg     | Mette al sicuro gli abitanti dell'isola dagli incendi.                                                 | Avere almeno 200 Colonizzatori nelle proprie isole.                                | Appare per la prima volta nella Modalità Storia, Capitolo 6.                                     |
| Greta Van Wilstrem    | È un consigliere logistico. Aumenta la velocità produttiva degli stabilimenti e dei Carri del Mercato. | Aver potenziato tutti gli edifici mercantili almeno al livello di potenziamento 2. | È il primo specialista ad apparire. Appare per la prima volta nella Modalità Storia, Capitolo 2. |
| Ibrahim Tarik         | Mette al sicuro gli abitanti dell'isola dalla peste.                                                   | Avere almeno 400 Benestanti nelle proprie isole.                                   | Appare per la prima volta nella Modalità Storia, Capitolo 6.                                     |
| Sharim                | Previene le catastrofi come i terremoti e le eruzioni vulcaniche.                                      | Possedere almeno un insediamento di livello cittadino 5 (Metropoli).               | Appare per la prima volta nella Modalità Storia, Capitolo 6.                                     |
| Smelly Joe            | Mette al sicuro gli abitanti dell'isola dai topi.                                                      | Avere almeno 300 Cittadini nelle proprie isole.                                    | Non presente in Modalità Storia.                                                                 |

## Gli insediamenti
Ogni volta che il giocatore approda su un'isola, fonda un insediamento, che può essere abitativo (vi sono presenti solo o soprattutto case ed edifici che migliorano l'insediamento), industriale (vi sono presenti solo o soprattutto edifici e stabilimenti produttivi) o misto, (vi sono presenti i due fattori più o meno in egual disparità).

### Gli insediamenti abitativi
Questi sono, come già detto, formati da case (vi sono 5 livelli abitativi, mostrati di seguito), edifici di sicurezza ed edifici pubblici (per questi ultimi due v. sotto).

#### I livelli cittadini
Qui di seguito è riportata una lista dei livelli cittadini e delle tecnologie che l'Oriente (v. qui) offre per ogni livello cittadino.
| Livello cittadino      | Numerazione del livello | Numero di abitanti | Tecnologie ricevibili (si può scegliere solo una tecnologia per volta) |
| ---------------------- | ----------------------- | ------------------ | ---------------------------------------------------------------------- |
| Villaggio di pescatori | 0                       | >0 <200            | Nessuna                                                                |
| Porto di mare          | 1                       | >200 <400          | Accordo con l'oriente                                                  |
| Città commerciale      | 2                       | >400 <800          | Accordo commerciale                                                    |
| Città commerciale      | 2                       | >400 <800          | Casa da tè orientale                                                   |
| Centro culturale       | 3                       | >800 <1300         | Ambasciata orientale                                                   |
| Centro culturale       | 3                       | >800 <1300         | Architettura orientale                                                 |
| Centro culturale       | 3                       | >800 <1300         | Pompa idraulica                                                        |
| Capitale               | 4                       | >1300 <2000        | Mercato orientale                                                      |
| Capitale               | 4                       | >1300 <2000        | Vele latine                                                            |
| Capitale               | 4                       | >1300 <2000        | Soldati con armature saracene                                          |
| Metropoli              | 5                       | >2000              | Palazzo orientale                                                      |
| Metropoli              | 5                       | >2000              | Navi con scafo a caravella                                             |
| Metropoli              | 5                       | >2000              | Soldati con armature in Acciaio di Damasco                             |

#### I livelli di civilizzazione
Da non confondere con i livelli cittadini, si tratta di vari stadi di crescita degli abitanti. Per far salire il livello di civilizzazione di una casa bisogna dare a coloro che la abitano i beni e i servizi. I servizi vengono dati da alcuni edifici detti edifici pubblici; perché una casa ricevi un servizio deve trovarsi nell'area d'influenza del rispettivo edificio. Ad ogni livello di civilizzazione aumentano i propri abitanti (perché le case sono più grandi e ci stanno più persone), quindi aumentano le tasse, ma aumentano anche la quantità e il numero di beni da produrre (per produrre un bene o gestire un servizio, bisogna pagare una certa quantità di soldi periodica, detta cifra di mantenimento).
| Livello abitativo | Numerazione del livello | Elenco delle necessità                                                        | Elenco delle richieste                             |
| ----------------- | ----------------------- | ----------------------------------------------------------------------------- | -------------------------------------------------- |
| Pionieri          | 1                       | Servizi:Mercato                                                               | Servizi:Cappella                                   |
| Pionieri          | 1                       | Beni:Cibo                                                                     | Beni:Latte                                         |
| Colonizzatori     | 2                       | Servizi:Mercato, Cappella                                                     | Servizi:Scuola religiosa, Locanda                  |
| Colonizzatori     | 2                       | Beni:Cibo, Latte                                                              | Beni:Erbe, Indumenti                               |
| Cittadini         | 3                       | Servizi:Mercato, Cappella, Scuola religiosa, Locanda                          | Servizi:Terme, Chiesa può sostituire:Cappella      |
| Cittadini         | 3                       | Beni:Cibo, Latte, Erbe, Indumenti                                             | Beni:Spezie, Ceramiche                             |
| Benestanti        | 4                       | Servizi:Mercato, Scuola religiosa, Locanda, Terme, Chiesa                     | Servizi:Parco, Teatro                              |
| Benestanti        | 4                       | Beni:Cibo, Latte, Erbe, Indumenti, Spezie, Ceramiche                          | Beni:Datteri, Abiti di lusso                       |
| Aristocratici     | 5                       | Servizi:Mercato, Scuola religiosa, Locanda, Terme, Parco, Teatro              | Servizi:Cattedrale può sostituire:Cappella, Chiesa |
| Aristocratici     | 5                       | Beni:Cibo, Latte, Erbe, Indumenti, Spezie, Ceramiche, Datteri, Abiti di lusso | Beni:Nessuno                                       |

#### Il sottomenù di difesa
Inoltre, le case devono trovarsi nell'area d'influenza di particolari edifici, detti edifici di difesa, raggruppati nell'omonimo Sottomenù nel Menù di costruzione. Eccoli riportati di seguito:
- Base dei vigili del fuoco:talvolta, una casa può prendere fuoco. In tal caso, se collocata nelle vicinanze di questo edificio, entreranno in azione dei vigili del fuoco che spegneranno l'incendio.

Lo specialista Dr. Wittemberg fa in modo che, se collocato in un'isola, le case presenti su di essa siano al sicuro dagli incendi.
- Disinfestatore:talvolta, una casa può essere invasa dai topi. In tal caso, se collocata nelle vicinanze di questo edificio, entreranno in azione dei disinfestatori che scacceranno i topi.

Lo specialista Smelly Joe fa in modo che, se collocato in un'isola, le case presenti su di essa siano al sicuro dai topi.
- Ospedale:talvolta, una casa può essere colpita dalla peste. In tal caso, se collocata nelle vicinanze di questo edificio, entreranno in azione dei medici che cureranno i malati e bloccheranno l'epidemia.

Lo specialista Ibrahim Tarik fa in modo che, se collocato in un'isola, le case presenti su di essa siano al sicuro dalla peste.
- Caserma:questo edificio non protegge gli abitanti , ma l'isola stessa. Se posizionata su un'isola, la caserma produce truppe da mandare negli edifici militari, in modo che durante un attacco nemico, l'isola sia protetta e non soccomba (chiaramente questo edificio non è necessario se in Modalità Infinita si è scelto di giocare senza nemici).

La Caserma è l'edificio di difesa più costosa, e lo specialista Capitan Richard Bangs ha il compito di addestrare truppe nell'isola in cui è posizionato senza troppo dover spendere. Un altro specialista, Aziz, migliora le difese dell'isola.

### Gli insediamenti industriali
Oltre che come insediamento abitativo, un'isola può essere utilizzata anche come insediamento industriale. In esso sono presenti gli stabilimenti che producono beni per gli abitanti. Ecco la lista dei vari stabilimenti produttivi. La freccia vuol dire "produce ... per ..."
- Caseificio → Latte → Pionieri
- Orto → Erbe → Colonizzatori
- Piant. di Canapa → Canapa → Opificio → Indumenti → Colonizzatori
- Piant. di Spezie → Spezie → Cittadini
- Cava d'Argilla → Argilla → Vasaio → Ceramiche → Cittadini
- Piant. di Datteri → Datteri → Benestanti
- Miniera d'Oro → Lingotti → Orafo → Oro → Sarto → Abiti di Lusso → Benestanti
- Allev. di Pecore → Lana → Sarto → Abiti di Lusso → Benestanti

### Le truppe
Come già detto, uno dei compiti del giocatore è di conquistare isole nemiche. Ciò può avvenire grazie ai soldati, raggruppati in truppe prodotte dalle caserme (v. sotto) e importantissime per la difesa dell'isola.

#### Gli edifici militari
Gli edifici militari hanno il compito di proteggere l'isola, contenendo le truppe. Tutti gli edifici militari, eccetto la testa di ponte, possono aumentare di livello (i livelli sono tre), se si è raggiunto il livello di civilizzazione necessario. Quando ciò avviene, aumentano: la capienza militare (in tutti gli edifici soggetti a potenziamento, dalle quattro truppe del livello minimo alle sei di quello massimo), la capienza mercantile (solo negli edifici progettati per immagazzinare merci; il totale di tonnellate di merci immagazzinate in tutti gli edifici mercantili non può superare i 999 elementi, in tonnellate appunto) e la velocità di produzione di navi (esclusivamente per il cantiere navale).
Elenco degli edifici militari:
- Magazzino: il primo elemento di un nuovo insediamento. Può contenere merci e ritirarle dagli stabilimenti. Fin dall'inizio contiene quattro truppe.
- Mercato: edificio mercantile oltre che militare, è un sottotipo di magazzino. Inoltre, dove il magazzino non arriva con la sua area d'influenza, arriva il mercato, che può gestire edifici se questi troppo lontani dal magazzino o da altri mercati.
- Cantiere Navale: ha il compito di produrre navi da esplorazione e da guerra (si vedano colonizzazione delle isole e conquista delle isole).
- Caserma: producono soldati e hanno un elevatissimo costo di mantenimento, per questo il Capitano Richard Bangs (si vedano gli specialistici) ha il compito di ridurre tali prezzi.
- Testa di ponte: il primo elemento per la conquista di un'isola. Portando una nave da guerra nei pressi di un'isola nemica, si potrà costruire una testa di ponte, quindi partire alla conquista dell'isola. A differenza di altri edifici, questo non potrà aumentare di livello, e la sua capienza sarà sempre la stessa: sei truppe.

### Colonizzare un'isola
Per colonizzare un'isola è necessario fondare un nuovo magazzino su un'isola disabitata. Per far ciò, bisogna portare una nave da esplorazione nei pressi di una suddetta isola disabitata. Lì, sarà indicato dov'è possibile approdare per colonizzare l'isola. Dopo aver scelto un buon punto, l'isola diventerà di completa appartenenza del giocatore, e si potrà costruire qualunque edificio che l'isola permetta: se è un'isola adatta alla produzione di Canapa piuttosto che di Spezie, si potranno costruire delle piantagioni di Canapa piuttosto che di Spezie, e se sarà possibile coltivare Datteri ma dovendo prima costruire una pompa idraulica (edificabile solo se si è raggiunto il livello cittadino 3, si dovrà costruire la pompa prima che l'isola diventi fertile per i Datteri.

### Conquistare un'isola
La procedura di conquista delle isole nemiche è simile alla colonizzazione. Per prima cosa, bisogna portare delle navi da guerra contenenti soldati verso le isole nemiche, poi bisognerà costruire una testa di ponte e attaccare. Bisogna trasportare le truppe verso gli edifici militari, e piano piano conquistarli a colpo di spada. Se sull'isola non si troveranno più truppe dell'attaccato, l'isola sarà conquistata; se invece non ci saranno più truppe dell'invasore, l'attacco fallirà e la testa di ponte crollerà. La conquista dell'isola sarà accompagnata dalla scritta "La conquista di quest'isola non ti ha fatto ottenere nuove tecnologie" o "Conquistando quest'isola, hai vinto una nuova tecnologia", avvisando se sull'isola erano presenti tecnologie sconosciute all'invasore o meno. Inoltre, come detto soprauno specialista presente sull'isola prima della conquista, dopo la conquista sparirà, come si può notare se siriconquista l'isola

## L'Oriente
Nel videogioco è presente un'entità, l'Oriente, dove si riconosce la cosiddetta cultura araba.
Il compito dell'Oriente lo si potrebbe identificare come quello di aiutare Re George nella sua ricerca di territori floridi e fertili: ogni volta che per esempio l'insediamento si espande, si deve scegliere una nuova tecnologia dall'albero tecnologico, che aiuta l'insediamento stesso, oppure ottenere un risultato, che sblocca una carta navale.

### I risultati
Talvolta, può succedere che il giocatore raggiunga un risultato, e in questi casi viene premiato con una medaglia, che può essere di bronzo (1º livello), argento (2º livello) oppure oro (3º livello). Ad ogni risultato raggiunto si può inoltre accedere all'archivio e sbloccare una mappa. Ecco la lista dei risultati ottenibili (che sono solo 7 per partita):
- Alfiere della religione:avere un certo numero di abitanti nell'area d'influenza di una cappella, una chiesa o una cattedrale nelle proprie isole.
- Campione del popolo:avere un certo numero di abitanti nelle proprie isole.
- Cacciatore di tesori:recuperato un certo numero di tesori.
- Grande fra i grandi:convinto un certo numero di specialisti a seguirti.
- Padre fondatore:raggiunto un certo numero di insediamenti di livello cittadino 5 (Metropoli).
- Padre natura:costruito un certo numero di pompe idrauliche.
- Re dei Mari:affondato un certo numero di navi nemiche (incluse quelle piratesche).
- Re delle risorse:possedere nei magazzini e nei mercati una certa quantità di una certa merce (in tonnellate).
- Signore e conquistatore:conquistato un certo numero di isole.
- Signore della guerra:sconfitto un certo numero di truppe nemiche.
- Sultano delle colonie:avere un certo numero di isole di livello cittadino 1 (Porto di mare).

### I tesori
Nel menù di gestione si può trovare il sottomenù dove si possono comprare carte navali che illustrino la posizione di un tesoro nel mondo in cui si sta giocando (questo dopo aver firmato l'accordo con l'Oriente appena raggiunto il livello cittadino 1. Un tesoro può essere issato a bordo solo da una nave da esplorazione, e può contenere soldi o merci. In Modoalità Storia, Willam Riley dovrà, al terzo capitolo, recuperare il carico delle navi di Sallah affondate dai pirati.

### L'albero tecnologico
L'Oriente mette a disposizione, quando aumenta di livello un proprio insediamento abitativo, tecnologie particolari, come la pompa idraulica o le navi a caravella. Queste tecnologie sono ricevibili dall'albero tecnologico, che appare come una schermata che mostra le varie tecnologie scoperte e da scoprire.